# Тургунов, Розык
Ро́зык Тургу́нов (узб. Rozik Turg'unov) — советский футболист, защитник клуба ташкентского клуба «Пахтакор».
Первый матч в высшей лиге провёл 15 марта 1970 против одесского «Черноморца» (0:0).
Единственный гол забил 14 сентября 1971 в ворота бакинского «Нефтчи» (2:3).
27 сентября 1972 года провёл единственный международный матч против итальянской «Ромы» (1:1), в котором был удалён на 85 минуте.

## Клубная статистика
| Выступление      | Выступление      | Выступление      | Лига | Лига | Кубок | Кубок | Прочие | Прочие | Итого | Итого |
| Клуб             | Лига             | Сезон            | Игры | Голы | Игры  | Голы  | Игры   | Голы   | Игры  | Голы  |
| ---------------- | ---------------- | ---------------- | ---- | ---- | ----- | ----- | ------ | ------ | ----- | ----- |
| Пахтаарал        | «Б»              | 1966             | 5    | 0    | —     | —     | —      | —      | 5     | 0     |
| Пахтаарал        | «Б»              | 1967             | —    | —    | —     | —     | —      | —      | 0     | 0     |
| Пахтаарал        | Итого            | Итого            | 5    | 0    | —     | —     | —      | —      | 5     | 0     |
| Зарафшан         | «А» (вторая)     | 1968             | 5    | 0    | —     | —     | —      | —      | 5     | 0     |
| Зарафшан         | «А» (вторая)     | 1969             | 38   | 0    | —     | —     | —      | —      | 38    | 0     |
| Зарафшан         | Итого            | Итого            | 43   | 0    | —     | —     | —      | —      | 43    | 0     |
| Пахтакор         | «А» (высшая)     | 1970             | 30   | 0    | 4     | 0     | —      | —      | 34    | 0     |
| Пахтакор         | высшая           | 1971             | 28   | 0    | 4     | 0     | —      | —      | 32    | 0     |
| Пахтакор         | высшая           | 1972             | 16   | 1    | 1     | 0     | 1      | 0      | 18    | 1     |
| Пахтакор         | высшая           | 1973             | 6    | 0    | —     | —     | —      | —      | 6     | 0     |
| Пахтакор         | Итого            | Итого            | 80   | 1    | 9     | 0     | —      | —      | 89    | 1     |
| Всего за карьеру | Всего за карьеру | Всего за карьеру | 128  | 1    | 9     | 0     | —      | —      | 137   | 1     |